# 제휴
제휴(提携, 영어: coalition 커얼리션[ˌkəʊəˈlɪʃn][*])란 사람, 집단, 국가, 정당, 군대 따위가 둘 이상 모여서 공동의 목표를 달성하기 위한 일시적 동반자 관계를 맺기로 합의하는 것이다.

## 같이 보기
- 다당제
- 인민 전선
- 신디케이트
- 통일전선